# Bligny-sur-Ouche
Bligny-sur-Ouche [bliɲi syʁ uʃ] ist ein Dorf und eine Gemeinde mit 815 Einwohnern (Stand 1. Januar 2022) im französischen Département Côte-d’Or in der Region Bourgogne-Franche-Comté. Die Gemeinde gehört zum Arrondissement Beaune und ist Hauptort des Kantons Arnay-le-Duc. Die Einwohner der Gemeinde werden im Französischen Bélinéennes genannt.

## Geographie
Bligny-sur-Ouche wird umgeben von den Gemeinden Thorey-sur-Ouche im Norden, von Aubaine im Osten, von Lusigny-sur-Ouche im Süden und von Vic-des-Prés im Westen. Die Gemeinde liegt 15 Kilometer nordwestlich von Beaune. Östlich der Gemeinde verläuft die Autobahn Autoroute A6.

## Bevölkerungsentwicklung
| Jahr                       | 1962 | 1975 | 1982 | 1990 | 1999 | 2008 | 2016 |
| Einwohner                  | 751  | 719  | 765  | 745  | 750  | 847  | 838  |
| Quellen: Cassini und INSEE |      |      |      |      |      |      |      |

## Sehenswürdigkeiten
- Kirche Saint-Germain-d’Auxerre, romanische Kirche
- Hanfmuseum, Gebäude aus dem 15. Jahrhundert[3]
- Chemin de Fer de Vallée de l’Ouche, Museums-Schmalspurbahn

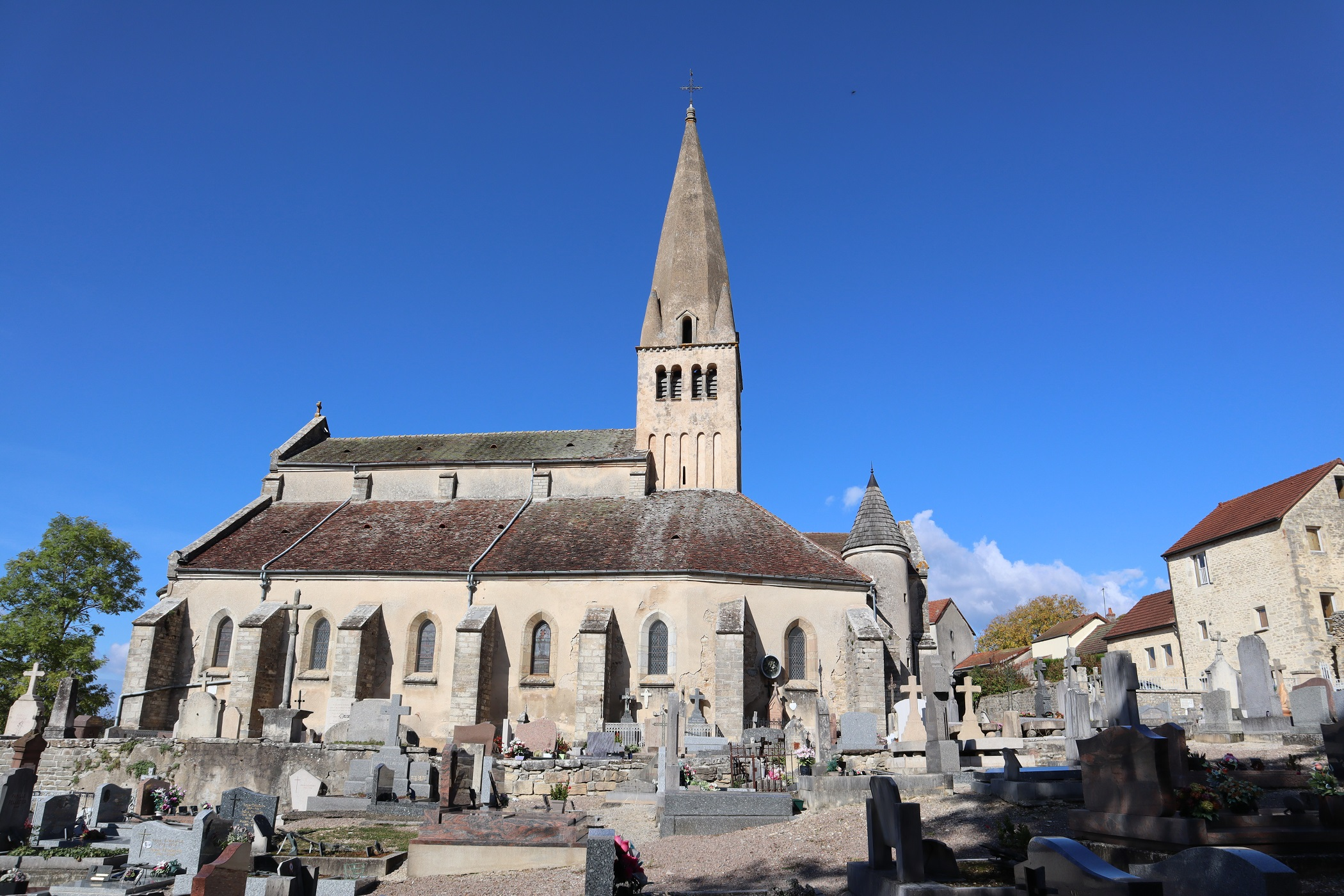
Kirche Saint-Germain-d’Auxerre
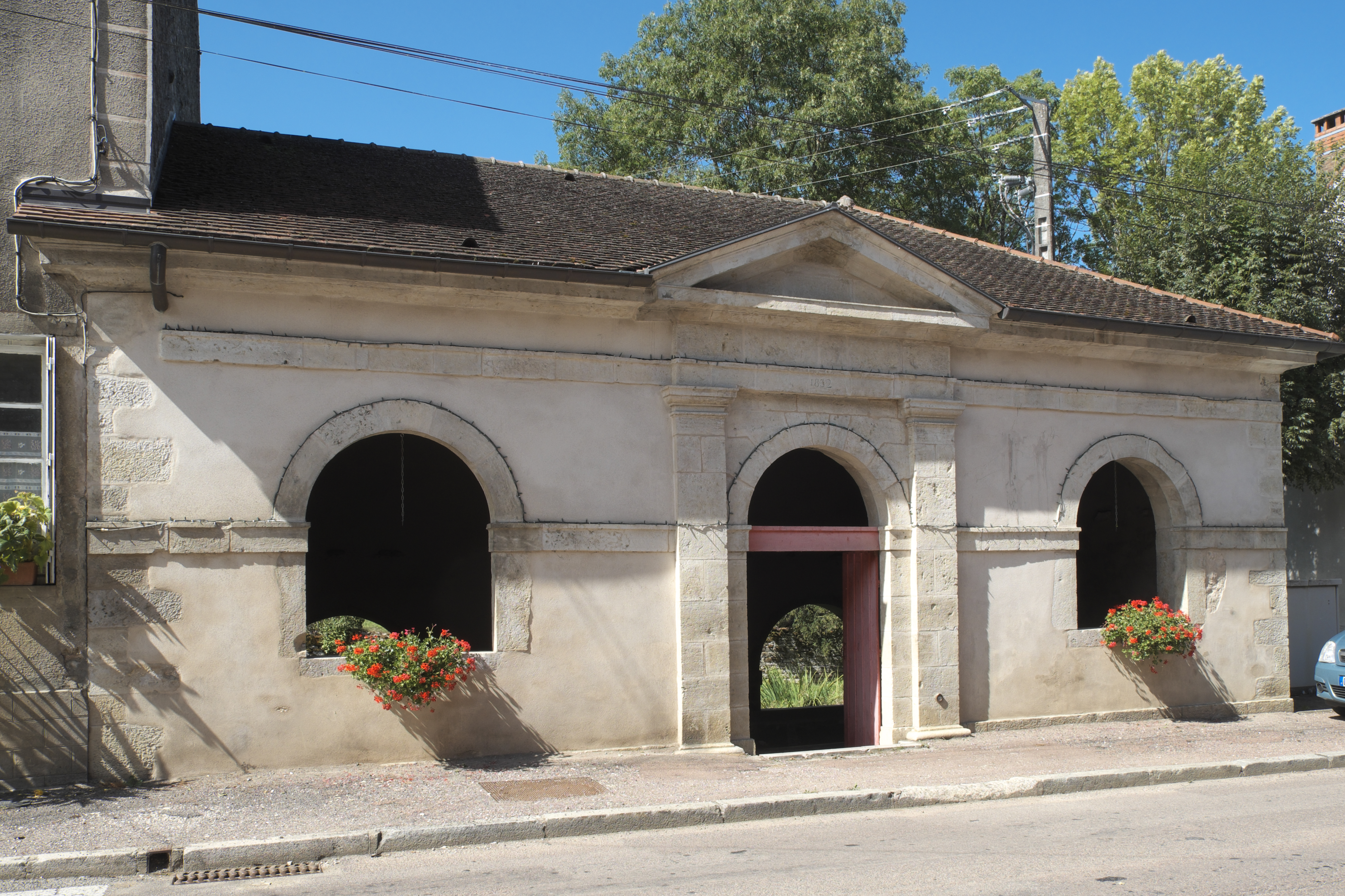
Lavoir (Waschhaus)